# Iglesia de Nuestra Señora de Lourdes (Tudela)
La iglesia parroquial de Nuestra Señora de Lourdes de Tudela (Navarra) es una iglesia del siglo XX, situada en la plaza del Padre Lasa del Barrio de Lourdes de Tudela.

## Descripción general
La parroquia, de arquitectura moderna, tiene unos 600 m² de superficie con planta rectangular sin crucero y una torre cuadrada de unos 22 m de altura. Contiene bellas tallas del siglo XVII, procedentes de la Iglesia de la Magdalena y de la desaparecida Iglesia de San Jorge.

## Historia y cronología de construcción
Fue construida a principios de la década de 1950 junto con el barrio de Lourdes de Tudela, y bendecida en 1956. En 1959, la iglesia abrió sus puertas, siendo su primer párroco el padre Lasa, jesuita guipuzcoano que promovió la construcción de viviendas protegidas en el recién creado barrio de Lourdes para la creciente clase obrera de la ciudad.